# سلوى المتولي
سلوى منصور إسماعيل المتولي (مواليد 15 مايو 1990)، اختصارًا سلوى «سالي» المتولي، هي لاعبة كرة قدم مصرية. لعبت في الدوري التركي الأول لكرة القدم للسيدات لصالح أتاشهير بليدي سبور، وحملت رقم 14.

## الحياة الخاصة
ولدت المتولي في مصر في 15 مايو 1990.

## مسيرتها الكروية

### النادي
لعبت المتولي في 2010 لصالح النادي الإستوني EVL Saku Sporting في الدوري الدرجة الثانية. توجت ثلاث مرات وسجلت هدفين.
في يوليو 2013، لعبت في بطولة «اكتشف كرة القدم»، بطولة كرة القدم النسائية التي أقيمت في برلين، في ألمانيا، والتي شاركت فيها ثمانية فرق من مختلف البلدان. سجلت هدفاً واحداً في تلك الدورة لفريقها وادي دجلة من القاهرة.
في عام 2018، انتقلت إلى تركيا، ووقعت في 25 أكتوبر مع فريق أتاشهير بليدي سبور الذي يتخذ من اسطنبول مقراً له، للعب في الدوري الأول.

## الإحصائيات
آخر تحديث المباريات التي لعبت في 23 ديسمبر 2018..
| النادي             | الموسم  | الدوري       | الدوري | الدوري  | دولي   | دولي    | وطني   | وطني    | المجموع | المجموع |
| النادي             | الموسم  | الدرجة       | الظهور | الأهداف | الظهور | الأهداف | الظهور | الأهداف | الظهور  | الأهداف |
| ------------------ | ------- | ------------ | ------ | ------- | ------ | ------- | ------ | ------- | ------- | ------- |
| أتاشهير بليدي سبور | 2018-19 | الدوري الأول | 6      | 0       | -      | -       |        |         | 6       | 0       |
| أتاشهير بليدي سبور | المجموع | المجموع      | 6      | 0       | -      | -       |        |         | 6       | 0       |